# Copa do Mundo FIFA de 1966
O Mundial de Futebol de 1966 foi a oitava edição da Copa do Mundo FIFA de Futebol, que ocorreu de 11 de julho até 30 de julho. O evento foi sediado na Inglaterra, tendo partidas realizadas nas cidades de Birmingham, Liverpool, Londres, Manchester, Middlesbrough, Sheffield e Sunderland. Dezesseis seleções nacionais foram qualificadas para participar desta edição do campeonato, sendo 10 delas europeias (Inglaterra, Itália, Alemanha Ocidental, Hungria, Suíça, Portugal, França, União Soviética, Bulgária e Espanha), 5 americanas (Brasil, Argentina, Chile, Uruguai e México) e 1 asiática (Coreia do Norte).
As seleções da Coreia do Norte e de Portugal fizeram sua primeira participação na competição. A edição teve duas grandes goleadas, ambas feitas pela Alemanha Ocidental: 5 a 0 na Suíça e 4 a 0 no Uruguai. A Copa contou com grandes jogadores, como Bobby Moore e Gordon Banks da Inglaterra, Uwe Seeler e Franz Beckenbauer da Alemanha Ocidental, Eusébio de Portugal e Lev Yashin da União Soviética.
A Inglaterra foi escolhida como anfitriã pela FIFA em agosto de 1960 para celebrar o centenário da The Football Association, a mais antiga associação de futebol do mundo, que ocorreu em 1963. Uma revelação da Copa foi a seleção de Portugal que, comandada pelo atacante Eusébio, realizou uma performance invicta na fase de grupos, bateu a Coreia do Norte nas quartas-de-final em uma partida em que os norte-coreanos abriram 3 a 0 e a seleção portuguesa, com quatro gols do "Pantera Negra" virou para 5–3, e foram derrotadas pela Inglaterra na semifinal. Na disputa do terceiro lugar, ainda venceram a União Soviética, equipe que se mostrara forte todo o campeonato. Eusébio terminou como artilheiro, com 9 gols marcados.
A final foi disputada pela Inglaterra, que havia eliminado Portugal e a Argentina; e a Alemanha Ocidental, que eliminara a União Soviética e o Uruguai. A partida foi realizada em 30 de julho às 15h, no Estádio de Wembley em Londres, com um público estimado em 98 000 pessoas. Sob o apito do árbitro suíço Gottfried Dienst, o primeiro tempo terminou empatado em 1 a 1. Ao final dos 90 minutos, o placar era de 2 a 2. No minuto 98, Hurst marcou novamente; entretanto seu chute bateu no travessão, e quicou exatamente sobre a linha. Desde então, se debate se a bola realmente passou a linha, o que faria uma grande diferença, uma vez que se o placar permanecesse empatado, a Alemanha Ocidental talvez não permitisse o mesmo espaço a Hurst. A partida fechou com um terceiro gol deste, selando o primeiro título inglês em Copas do Mundo, tornando-se a primeira sede a vencer o torneio desde que a Itália o venceu em 1934.

## Eliminatórias
A Copa de 1966 causou discordâncias antes mesmo que uma bola fosse chutada no primeiro jogo. Dezesseis nações africanas boicotaram o torneio em protesto contra uma resolução da FIFA de 1964 demandando que o vencedor da zona africana enfrentasse o vencedor da zona asiática ou da zona oceânica para se classificar à fase final. Os africanos acreditavam que vencer sua zona deveria bastar por si só para ter um lugar nas finais.
Mesmo com a ausência dos africanos, se estabeleceu mais um recorde de inscrições para as Eliminatórias, com 70 nações competindo. Depois de toda a discussão, a FIFA determinou que dez times da Europa se classificariam, junto com quatro da América do Sul, um da Ásia e um da América do Norte, América Central e Caribe.

## Sorteio
O sorteio foi realizado no Royal Gardel Hotel em Londres no dia 6 de Janeiro de 1966.
Os cabeças de chave foram Alemanha Ocidental, Brasil, Inglaterra e Itália.

## Fase final

### Primeira Fase
A Copa do Mundo de 1966 teve um herói bastante incomum fora das quatro linhas, um cachorro chamado Pickles. Antes do torneio, a Taça Jules Rimet foi roubada de uma vitrine de exposição no Center Hall de Westminster, em Londres, junto a uma exposição filatélica. Uma caçada nacional pela taça foi instaurada. Ela foi descoberta enrolada em jornal quando um cão farejou alguns arbustos em Londres. A FA mandou que se fizesse uma réplica no caso que não encontrassem a original a tempo. Esta réplica está exposta no National Football Museum, na Inglaterra. O formato do certame se manteve o mesmo da Copa anterior: as 16 equipes classificadas se dividiriam em quatro grupos com quatro. Os dois primeiros de cada grupo avançariam às quartas-de-final.
Ainda que a Copa tenha conseguido grandes públicos, a competição foi marcada por ter poucos gols, isto ocorreu porque as equipes começaram a jogar de maneira muito mais tática e defensiva. Isso foi exemplificado pela Inglaterra de Alf Ramsey que terminou em primeiro lugar do grupo 1 com apenas quatro gols marcados, mas nenhum sofrido. O Uruguai foi o segundo classificado do grupo eliminando México e França. Todas as partidas deste grupo foram disputadas no Wembley Stadium, exceto pela partida entre França e Uruguai que foi disputada no White City Stadium, pois os locatários de Wembley não aceitaram abrir mão da tradicional corrida de greyhounds das noites de sexta-feira no estádio.
No Grupo 2, a Alemanha Ocidental e a Argentina se classificaram com facilidade, ambos com 5 pontos. A Espanha fez 2, enquanto a Suíça deixou a competição após, pela segunda vez seguida em Copas do Mundo, perder todas as partidas.
No noroeste da Inglaterra, o Old Trafford e o Goodison Park serviram de sedes para o Grupo 3. Neste grupo o Brasil, campeão da copa anterior, seria eliminado por Portugal e Hungria. A Bulgária também seria eliminada. O Brasil foi derrotado por húngaros e portugueses em partidas controversas apitadas por dois juízes ingleses, Kenneth Dagnall e George McCabe, que decidiram ignorar uma grande quantidade de faltas nos brasileiros. Portugal chegava a fase final de uma Copa pela primeira vez, e jogou muito bem. A seleção lusa venceu as três partidas na fase de grupos, com belas atuações do prodigioso atacante Eusébio, que marcaria no total nove gols na Copa se tornando assim artilheiro da competição.
O Grupo 4 teve a maior surpresa da competição quando a Coreia do Norte bateu a Azzurra por 1 a 0, e se classificou junto com a União Soviética. Além da Itália, o Chile foi eliminado.

### Segunda Fase
Nas quartas-de-final, a Alemanha Ocidental bateu o Uruguai por 4 a 0 numa partida em que o árbitro inglês Jim Finney expulsou dois uruguaios: Horacio Troche e Hector Silva. 
A Coreia do Norte esboçava goleada semelhante contra Portugal, pois em 22 minutos de jogo o placar era 3 a 0 para os norte coreanos, o que deixou os portugueses atordoados. Os ingleses que estavam nas arquibancadas assistiam e gostavam do placar. Coube a Eusébio mudar esse panorama. O Pantera Negra marcou quatro gols (diminuindo o placar para 3 a 2 antes do intervalo) e José Augusto marcaria o quinto, numa grande virada da equipe portuguesa. Este jogo é considerado um dos melhores jogos deste Mundial. 
Nos outros jogos, a URSS de Lev Yashin bateu a Hungria por 2-1 e na partida entre Argentina e Inglaterra houve apenas um gol que seria dos ingleses, marcado por Geoff Hurst. Foi mais um jogo marcado por controvérsia arbitral. Antonio Rattín se tornou o primeiro jogador a ser expulso numa partida entre seleções em Wembley. O árbitro alemão, Rudolf Kreitlein, expulsou Rattín por indisciplina e por "olhar em seu rosto" mesmo não entendendo espanhol. Rattín primeiramente se recusou a sair de campo e acabou sendo escoltado por vários policiais. O episódio inspirou a FIFA a instituir, na Copa seguinte, os cartões amarelo e vermelho, para facilitar a comunicação entre árbitros e atletas que falavam idiomas diferentes.
Com os resultados das quartas, as quatro equipes restantes eram todas europeias. Ambas semifinais terminaram em 2 a 1: Franz Beckenbauer marcou o tento que deu a vitória para a Alemanha Ociental frente a URSS, enquanto Bobby Charlton marcou os dois gols da vitória inglesa sobre Portugal. Outro placar de 2 a 1 ocorreria na decisão do terceiro lugar com vitória portuguesa sobre os soviéticos.

### Final
A partida se realizou no Wembley Stadium com cerca de 98 mil pessoas presentes. Após doze minutos de jogo, Helmut Haller colocou a Alemanha Ocidental na frente, mas Geoff Hurst empatou o jogo quatro minutos depois. Martin Peters virou o jogo em favor dos ingleses aos 78 minutos. Com um minuto para o fim da partida uma falta foi marcada em favor dos alemães. A bola foi lançada à área e Wolfgang Weber conseguiu tocá-la e levar o jogo a um novo empate, enquanto os ingleses reclamavam de um possível toque de mão.
Ao final dos 90 minutos, o placar era de 2 a 2, então foi jogada a prorrogação. No minuto 98, Hurst marcou novamente; seu chute bateu no travessão e quicou exatamente sobre a linha. Desde então se debate se a bola realmente passou a linha, o que faria uma grande diferença, uma vez que se o placar permanecesse empatado, a Alemanha Ocidental talvez não permitisse o mesmo espaço a Hurst, pois a bola foi imediatamente jogada para escanteio ao voltar. Os jogadores da equipe inglesa não tentaram empurrar a bola para dentro porque acreditavam que a bola havia realmente passado da linha, e assim já haviam começado a comemorar o gol, enquanto os alemães acreditavam que não. O impasse só foi "resolvido" quando o árbitro Gottfried Dienst consultou o assistente soviético Tofiq Bahramov, que confirmou que a bola havia entrado. O incidente tem repercussões para fãs de futebol nos dois países até hoje: alemães chamam este lance, bem como outros lances similares, de Wembley-Tor ("gol de Wembley"), enquanto os ingleses expressam admiração por Bahramov, a quem chamam afetivamente de Russian linesman ("bandeirinha russo", embora Bahramov tivesse sido natural do Azerbaijão).
Este gol polêmico serviu de pano de fundo para uma situação curiosa e ligeiramente contrária nas oitavas-de-final da Copa de 2010, quando o meio-campista inglês Frank Lampard marcou um gol similar contra o mesmo adversário, em que a bola atingiu a parte de baixo do travessão, avançou cerca de 33 cm para depois da linha e quicou para fora, mas neste caso o juiz uruguaio Jorge Larrionda, que não viu a bola entrar, invalidou o gol. A Alemanha venceria o jogo por 4 a 1; entre os torcedores alemães, que não deixaram passar a ironia, o episódio recebeu referências jocosas ao "gol fantasma" de Hurst, recebendo apelidos como "Wembley goal reloaded", "Wembley inverso" e "vingança por Wembley". Do lado técnico, a FIFA se valeria do episódio para colocar em prática a Goal-Line Technology a partir do Mundial de 2014, de forma a dirimir dúvidas em lances como este.
Imagens de arquivo observadas digitalmente ilustram que o segundo gol de Hurst não cruzou a linha por completo. No último minuto, Hurst novamente marcou, passando pelo meio de campo alemão para efetuar seu terceiro gol na partida. Ao mesmo tempo a torcida invadiu o campo. Geoff Hurst se tornou assim o primeiro jogador a marcar três vezes numa final de Copa do Mundo.
A descrição dos momentos finais da partida pelo comentarista da BBC, Kenneth Wolstenholme, entrou para a história: "Some people are on the pitch. They think it's all over." (Hurst marca o quarto) "It is now! It's four!". ("Algumas pessoas estão no campo. Acham que está tudo acabado." [Hurst marca] "Agora está! São quatro!")
A seleção inglesa recebeu a recuperada Taça Jules Rimet das mãos da Rainha Elizabeth II e se tornaram campeões do mundo pela primeira (e única) vez.

## Mascote
World Cup Willie, o mascote para a Copa de 1966, foi o primeiro mascote da história das Copas, e um dos primeiros mascotes a ser associado com uma competição esportiva importante. World Cup Willie é um leão, símbolo típico do Reino Unido, vestindo uma camisa com a Union Flag inscrita com as palavras "WORLD CUP".

## Sedes
| Londres                     | Londres                                                                    | Birmingham                                                                 |
| Wembley                     | Estádio de White City                                                      | Villa Park                                                                 |
| 51° 33′ 21″ N, 0° 16′ 46″ O | 51° 33′ 20″ N, 0° 16′ 47″ O                                                | 52° 30′ 33″ N, 1° 53′ 05″ O                                                |
| Capacidade: 98.600          | Capacidade: 76.567                                                         | Capacidade: 52.000                                                         |
|                             |                                                                            |                                                                            |
| Liverpool                   | Londres Manchester Liverpool Sunderland Middlesbrough Birmingham Sheffield | Londres Manchester Liverpool Sunderland Middlesbrough Birmingham Sheffield |
| Goodison Park               | Londres Manchester Liverpool Sunderland Middlesbrough Birmingham Sheffield | Londres Manchester Liverpool Sunderland Middlesbrough Birmingham Sheffield |
| 53° 27′ 47″ N, 2° 17′ 29″ O | Londres Manchester Liverpool Sunderland Middlesbrough Birmingham Sheffield | Londres Manchester Liverpool Sunderland Middlesbrough Birmingham Sheffield |
| Capacity: 50.151            | Londres Manchester Liverpool Sunderland Middlesbrough Birmingham Sheffield | Londres Manchester Liverpool Sunderland Middlesbrough Birmingham Sheffield |
|                             | Londres Manchester Liverpool Sunderland Middlesbrough Birmingham Sheffield | Londres Manchester Liverpool Sunderland Middlesbrough Birmingham Sheffield |
| Manchester                  | Londres Manchester Liverpool Sunderland Middlesbrough Birmingham Sheffield | Londres Manchester Liverpool Sunderland Middlesbrough Birmingham Sheffield |
| Estádio Old Trafford        | Londres Manchester Liverpool Sunderland Middlesbrough Birmingham Sheffield | Londres Manchester Liverpool Sunderland Middlesbrough Birmingham Sheffield |
| 53° 24′ 41″ N, 1° 30′ 02″ O | Londres Manchester Liverpool Sunderland Middlesbrough Birmingham Sheffield | Londres Manchester Liverpool Sunderland Middlesbrough Birmingham Sheffield |
| Capacidade: 58.000          | Londres Manchester Liverpool Sunderland Middlesbrough Birmingham Sheffield | Londres Manchester Liverpool Sunderland Middlesbrough Birmingham Sheffield |
|                             | Londres Manchester Liverpool Sunderland Middlesbrough Birmingham Sheffield | Londres Manchester Liverpool Sunderland Middlesbrough Birmingham Sheffield |
| Sheffield                   | Sunderland                                                                 | Middlesbrough                                                              |
| Estádio Hillsborough        | Roker Park                                                                 | Ayresome Park                                                              |
| 54° 54′ 52″ N, 1° 23′ 18″ O | 54° 33′ 51″ N, 1° 14′ 49″ O                                                | 53° 26′ 20″ N, 2° 57′ 58″ O                                                |
| Capacidade: 42.730          | Capacidade: 40.310                                                         | Capacidade: 40.000                                                         |
|                             |                                                                            |                                                                            |

## Primeira fase
|  | Equipes classificadas para as quartas-de-final |
|  | Equipes eliminadas na primeira fase            |

### Grupo A
| Pos. | Seleção    | Pts | J | V | E | D | GP | GC | SG |
| ---- | ---------- | --- | - | - | - | - | -- | -- | -- |
| 1    | Inglaterra | 5   | 3 | 2 | 1 | 0 | 4  | 0  | +4 |
| 2    | Uruguai    | 4   | 3 | 1 | 2 | 0 | 2  | 1  | +1 |
| 3    | México     | 2   | 3 | 0 | 2 | 1 | 1  | 3  | –2 |
| 4    | França     | 1   | 3 | 0 | 1 | 2 | 2  | 5  | –3 |

| 11 de julho     | Inglaterra | 0 – 0     | Uruguai | Estádio de Wembley, Londres               |
| 19:30 Histórico |            | Relatório |         | Público: 87 148 Árbitro: HUN Istvan Zsolt |

| 13 de julho | França      | 1 – 1     | México    | Estádio de Wembley, Londres                     |
| 19:30       | Hausser 62' | Relatório | Borja 48' | Público: 69 237 Árbitro: ISR Menachem Ashkenazi |

| 15 de julho     | Uruguai                | 2 – 1     | França                  | White City, Londres                      |
| 19:30 Histórico | Rocha 26' · Cortés 31' | Relatório | De Bourgoing 15' (pen.) | Público: 45 662 Árbitro: TCH Karol Galba |

| 16 de julho | Inglaterra              | 2 – 0     | México | Estádio de Wembley, Londres                    |
| 19:30       | Charlton 37' · Hunt 75' | Relatório |        | Público: 92 570 Árbitro: ITA Concetto Lo Bello |

| 19 de julho | México | 0 – 0     | Uruguai | Estádio de Wembley, Londres              |
| 16:30       |        | Relatório |         | Público: 61 112 Árbitro: SWE Bertil Lööw |

| 20 de julho     | Inglaterra    | 2 – 0     | França | Estádio de Wembley, Londres                  |
| 19:30 Histórico | Hunt 38', 75' | Relatório |        | Público: 98 270 Árbitro: PER Arturo Yamasaki |

### Grupo B
| Pos. | Seleção            | Pts | J | V | E | D | GP | GC | SG |
| ---- | ------------------ | --- | - | - | - | - | -- | -- | -- |
| 1    | Alemanha Ocidental | 5   | 3 | 2 | 1 | 0 | 7  | 1  | +6 |
| 2    | Argentina          | 5   | 3 | 2 | 1 | 0 | 4  | 1  | +3 |
| 3    | Espanha            | 2   | 3 | 1 | 0 | 2 | 4  | 5  | –1 |
| 4    | Suíça              | 0   | 3 | 0 | 0 | 3 | 1  | 9  | –8 |

| 12 de julho | Alemanha Ocidental                                       | 5 – 0     | Suíça | Hillsborough, Sheffield                    |
| 19:30       | Held 15' · Haller 20', 77' (pen.) · Beckenbauer 39', 52' | Relatório |       | Público: 36 127 Árbitro: SCO Hugh Phillips |

| 13 de julho | Argentina       | 2 – 1     | Espanha   | Villa Park, Birmingham                          |
| 19:30       | Artime 65', 79' | Relatório | Pirri 71' | Público: 42 738 Árbitro: BUL Dimitar Rumentchev |

| 15 de julho | Espanha                   | 2 – 1     | Suíça       | Hillsborough, Sheffield                      |
| 19:30       | Sanchís 57' · Amancio 75' | Relatório | Quentin 28' | Público: 32 028 Árbitro: URS Tofik Bakhramov |

| 16 de julho | Alemanha Ocidental | 0 – 0     | Argentina | Villa Park, Birmingham                          |
| 15:00       |                    | Relatório |           | Público: 46 587 Árbitro: YUG Konstantin Zecevic |

| 19 de julho | Argentina              | 2 – 0     | Suíça | Hillsborough, Sheffield                                  |
| 19:30       | Artime 53' · Onega 81' | Relatório |       | Público: 32 127 Árbitro: POR Joaquim Fernandes de Campos |

| 20 de julho | Alemanha Ocidental        | 2 – 1     | Espanha   | Villa Park, Birmingham                       |
| 19:30       | Emmerich 38' · Seeler 84' | Relatório | Fusté 22' | Público: 42 187 Árbitro: BRA Armando Marques |

### Grupo C
| Pos. | Seleção  | Pts | J | V | E | D | GP | GC | SG |
| ---- | -------- | --- | - | - | - | - | -- | -- | -- |
| 1    | Portugal | 6   | 3 | 3 | 0 | 0 | 9  | 2  | +7 |
| 2    | Hungria  | 4   | 3 | 2 | 0 | 1 | 7  | 5  | +2 |
| 3    | Brasil   | 2   | 3 | 1 | 0 | 2 | 4  | 6  | –2 |
| 4    | Bulgária | 0   | 3 | 0 | 0 | 3 | 1  | 8  | –7 |

| 12 de julho     | Brasil                   | 2 – 0     | Bulgária | Goodison Park, Liverpool                      |
| 19:30 Histórico | Pelé 15' · Garrincha 63' | Relatório |          | Público: 47 308 Árbitro: FRG Kurt Tschenscher |

| 13 de julho     | Portugal                               | 3 – 1     | Hungria  | Old Trafford, Manchester                   |
| 19:30 Histórico | José Augusto 2', 67' · José Torres 90' | Relatório | Bene 60' | Público: 29 886 Árbitro: WAL Leo Callaghan |

| 15 de julho     | Hungria                                   | 3 – 1     | Brasil     | Goodison Park, Liverpool                     |
| 19:30 Histórico | Bene 2' · Farkas 64' · Mészöly 73' (pen.) | Relatório | Tostão 14' | Público: 51 387 Árbitro: ENG Kenneth Dagnall |

| 16 de julho     | Portugal                                          | 3 – 0     | Bulgária | Old Trafford, Manchester                        |
| 15:00 Histórico | Vutsov 17' (g.c.) · Eusébio 38' · José Torres 81' | Relatório |          | Público: 25 438 Árbitro: URU José Maria Codesal |

| 19 de julho | Portugal                              | 3 – 1     | Brasil    | Goodison Park, Liverpool                   |
| 19:30       | António Simões 15' · Eusébio 27', 85' | Relatório | Rildo 73' | Público: 58 479 Árbitro: ENG George McCabe |

| 20 de julho | Hungria                                     | 3 – 1     | Bulgária      | Old Trafford, Manchester                        |
| 19:30       | Davidov 43' (g.c.) · Mészöly 45' · Bene 54' | Relatório | Asparuhov 15' | Público: 24 129 Árbitro: ARG Roberto Goicoechea |

### Grupo D
| Pos. | Seleção         | Pts | J | V | E | D | GP | GC | SG |
| ---- | --------------- | --- | - | - | - | - | -- | -- | -- |
| 1    | União Soviética | 6   | 3 | 3 | 0 | 0 | 6  | 1  | +5 |
| 2    | Coreia do Norte | 3   | 3 | 1 | 1 | 1 | 2  | 4  | –2 |
| 3    | Itália          | 2   | 3 | 1 | 0 | 2 | 2  | 2  | 0  |
| 4    | Chile           | 1   | 3 | 0 | 1 | 2 | 2  | 5  | –3 |

| 12 de julho | União Soviética                     | 3 – 0     | Coreia do Norte | Ayresome Park, Middlesbrough                        |
| 19:30       | Malafeyew 31', 88' · Banişevski 33' | Relatório |                 | Público: 23 006 Árbitro: ESP Juan Gardeazábal Garay |

| 13 de julho | Itália                   | 2 – 0     | Chile | Roker Park, Sunderland                        |
| 19:30       | Mazzola 8' · Barison 88' | Relatório |       | Público: 27 199 Árbitro: SUI Gottfried Dienst |

| 15 de julho | Chile             | 1 – 1     | Coreia do Norte   | Ayresome Park, Middlesbrough            |
| 19:30       | Marcos 26' (pen.) | Relatório | Pak Seung-zin 88' | Público: 13 792 Árbitro: EGY Ali Kandil |

| 16 de julho | União Soviética | 1 – 0     | Itália | Roker Park, Sunderland                        |
| 15:00       | Chislenko 57'   | Relatório |        | Público: 27 793 Árbitro: FRG Rudolf Kreitlein |

| 19 de julho     | Itália | 0 – 1     | Coreia do Norte | Ayresome Park, Middlesbrough                 |
| 19:30 Histórico |        | Relatório | Pak Doo-ik 42'  | Público: 17 829 Árbitro: FRA Pierre Schwinte |

| 20 de julho | União Soviética   | 2 – 1     | Chile      | Roker Park, Sunderland                  |
| 19:30       | Porkuyan 28', 85' | Relatório | Marcos 32' | Público: 16 027 Árbitro: NIR John Adair |

## Fase final
|  | Quartas de final         | Quartas de final        |                       |                 | Semifinais     | Semifinais     |  |  | Final                 | Final |
|  |                          |                         |                       |                 |                |                |  |  |                       |       |
|  | 23 de julho – Londres    |                         |                       |                 |                |                |  |  |                       |       |
|  |                          |                         |                       |                 |                |                |  |  |                       |       |
|  | Inglaterra               | 1                       |                       |                 |                |                |  |  |                       |       |
|  | Inglaterra               | 1                       | 26 de julho – Londres |                 |                |                |  |  |                       |       |
|  | Argentina                | 0                       |                       |                 |                |                |  |  |                       |       |
|  | Argentina                | 0                       | Inglaterra            | 2               |                |                |  |  |                       |       |
|  | 23 de julho – Liverpool  |                         | Inglaterra            | 2               |                |                |  |  |                       |       |
|  |                          | Portugal                | 1                     |                 |                |                |  |  |                       |       |
|  | Portugal                 | Portugal                | 1                     | 5               |                |                |  |  |                       |       |
|  | Portugal                 |                         | 30 de julho – Londres | 5               |                |                |  |  |                       |       |
|  | Coreia do Norte          | 3                       |                       |                 |                |                |  |  |                       |       |
|  | Coreia do Norte          | 3                       | Inglaterra (pro)      | 4               |                |                |  |  |                       |       |
|  | 23 de julho – Sheffield  |                         | Inglaterra (pro)      | 4               |                |                |  |  |                       |       |
|  |                          | Alemanha Ocidental      | 2                     |                 |                |                |  |  |                       |       |
|  | Alemanha Ocidental       | Alemanha Ocidental      | 2                     | 4               |                |                |  |  |                       |       |
|  | Alemanha Ocidental       | 25 de julho – Liverpool |                       | 4               |                |                |  |  |                       |       |
|  | Uruguai                  | 0                       |                       |                 |                |                |  |  |                       |       |
|  | Uruguai                  | 0                       | Alemanha Ocidental    | 2               | Terceiro Lugar | Terceiro Lugar |  |  |                       |       |
|  | 23 de junho – Sunderland |                         | Alemanha Ocidental    | 2               | Terceiro Lugar | Terceiro Lugar |  |  |                       |       |
|  |                          | União Soviética         | 1                     |                 |                |                |  |  |                       |       |
|  | União Soviética          | União Soviética         | 1                     | 2               | Portugal       | 2              |  |  |                       |       |
|  | União Soviética          |                         |                       | 2               | Portugal       | 2              |  |  |                       |       |
|  | Hungria                  | 1                       |                       | União Soviética | 1              |                |  |  |                       |       |
|  | Hungria                  | 1                       |                       |                 | 1              |                |  |  |                       |       |
|  |                          |                         |                       |                 |                |                |  |  | 28 de julho – Londres |       |
|  |                          |                         |                       |                 |                |                |  |  |                       |       |

### Quartas-de-final
| 23 de julho | Inglaterra | 1 – 0     | Argentina | Estádio de Wembley, Londres                   |
| 15:00       | Hurst 78'  | Relatório |           | Público: 90 584 Árbitro: FRG Rudolf Kreitlein |

| 23 de julho | Alemanha Ocidental                             | 4 – 0     | Uruguai | Hillsborough, Sheffield                 |
| 15:00       | Haller 11', 83' · Beckenbauer 70' · Seeler 75' | Relatório |         | Público: 40 007 Árbitro: ENG Jim Finney |

| 23 de julho | União Soviética             | 2 – 1     | Hungria  | Roker Park Ground, Sunderland                            |
| 15:00       | Chislenko 5' · Porkuyan 46' | Relatório | Bene 57' | Público: 26 844 Árbitro: POR Joaquim Fernandes de Campos |

| 23 de julho | Portugal                                                    | 5 – 3     | Coreia do Norte            | Goodison Park, Liverpool                        |
| 15:00       | Eusébio 27', 43' (pen.), 56', 59' (pen.) · José Augusto 80' | Relatório | Pak 1' · Li 22' · Yang 25' | Público: 40 248 Árbitro: ISR Menachem Ashkenazi |

### Semifinais
| 25 de julho | Alemanha Ocidental           | 2 – 1     | União Soviética | Goodison Park, Liverpool                       |
| 19:30       | Haller 43' · Beckenbauer 67' | Relatório | Porkuyan 88'    | Público: 38 273 Árbitro: ITA Concetto Lo Bello |

| 26 de julho     | Inglaterra        | 2 – 1     | Portugal           | Estádio de Wembley, Londres                  |
| 19:30 Histórico | Charlton 30', 80' | Relatório | Eusébio 82' (pen.) | Público: 94 493 Árbitro: FRA Pierre Schwinte |

### Disputa pelo terceiro lugar
| 28 de julho | Portugal                             | 2 – 1     | União Soviética | Estádio de Wembley, Londres                  |
| 19:30       | Eusébio 12' (pen.) · José Torres 89' | Relatório | Malofeyev 43'   | Público: 87 696 Árbitro: ENG Kenneth Dagnall |

### Final
| 30 de julho de 1966 | Inglaterra                         | 4 – 2 (pro.) | Alemanha Ocidental     | Estádio de Wembley, Londres                         |
| 15:00               | Hurst 18', 101', 120' · Peters 78' | Relatório    | Haller 12' · Weber 89' | Público: 96 924 Árbitro: SWI Gottfried Dienst (ASF) |

| Inglaterra | Alemanha Ocidental |

## Premiações
| Copa do Mundo FIFA de 1966     |
| Inglaterra                     |
| ------------------------------ |
| INGLATERRA Campeão (1º título) |

## Artilharia
9 gols (1)
- Eusébio

6 gols (1)
- Helmut Haller

4 gols (4)
| - Geoff Hurst - Franz Beckenbauer | - Valery Porkuyan - Ferenc Bene |  |

3 gols (6)
| - Luis Artime - Bobby Charlton | - Roger Hunt - Jose Augusto | - Torres - Eduard Malofeyev |

2 gols (5)
| - Uwe Seeler - Rubén Marcos | - Pak Seung-zin - Kálmán Mészöly | - Igor Chislenko |

1 gol (28)
| - Lothar Emmerich - Sigfried Held - Wolfgang Weber - Ermindo Onega - Garrincha - Pelé - Rildo - Tostão - Georgi Asparuhov - Li Dong-woon | - Pak Doo-ik - Yang Seung-kook - Amancio Amaro - Josep Fusté - Pirri - Manuel Sanchís - Héctor de Bourgoing - Gérard Hausser - János Farkas - Martin Peters | - Paolo Barison - Sandro Mazzola - Enrique Borja - António Simões - René-Pierre Quentin - Anatoliy Banishevskiy - Julio César Cortés - Pedro Rocha |

Gols contra (2)
| - Ivan Davidov (a favor da Hungria) | - Ivan Vutsov (a favor de Portugal) |  |

## Classificação final

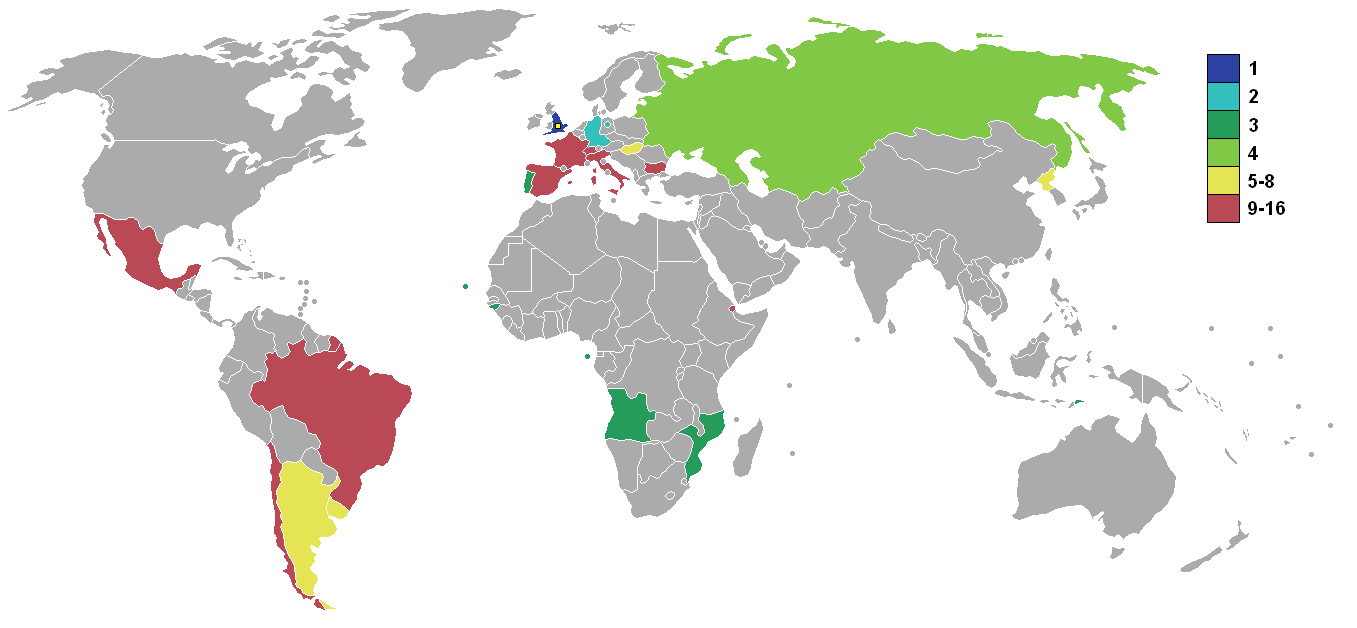

A classificação final é determinada através da fase em que a seleção alcançou e a sua pontuação, levando em conta os critérios de desempate.
| Pos.                            | Seleção            | Gr | Pts | J | V | E | D | GP | GC | SG |
| ------------------------------- | ------------------ | -- | --- | - | - | - | - | -- | -- | -- |
| Final                           |                    |    |     |   |   |   |   |    |    |    |
| 1                               | Inglaterra         | 1  | 11  | 6 | 5 | 1 | 0 | 11 | 3  | +8 |
| 2                               | Alemanha Ocidental | 2  | 9   | 6 | 4 | 1 | 1 | 15 | 6  | +9 |
| Disputa pelo 3º lugar           |                    |    |     |   |   |   |   |    |    |    |
| 3                               | Portugal           | 3  | 10  | 6 | 5 | 0 | 1 | 17 | 8  | +9 |
| 4                               | União Soviética    | 4  | 8   | 6 | 4 | 0 | 2 | 10 | 6  | +4 |
| Eliminados nas quartas de final |                    |    |     |   |   |   |   |    |    |    |
| 5                               | Argentina          | 2  | 5   | 4 | 2 | 1 | 1 | 4  | 2  | +2 |
| 6                               | Hungria            | 3  | 4   | 4 | 2 | 0 | 2 | 8  | 7  | +1 |
| 7                               | Uruguai            | 1  | 4   | 4 | 1 | 2 | 1 | 2  | 5  | –3 |
| 8                               | Coreia do Norte    | 4  | 3   | 4 | 1 | 1 | 2 | 5  | 9  | –4 |
| Eliminados na fase de grupos    |                    |    |     |   |   |   |   |    |    |    |
| 9                               | Itália             | 4  | 2   | 3 | 1 | 0 | 2 | 2  | 2  | 0  |
| 10                              | Espanha            | 2  | 2   | 3 | 1 | 0 | 2 | 4  | 5  | –1 |
| 11                              | Brasil             | 3  | 2   | 3 | 1 | 0 | 2 | 4  | 6  | –2 |
| 12                              | México             | 1  | 2   | 3 | 0 | 2 | 1 | 1  | 3  | –2 |
| 13                              | Chile              | 4  | 1   | 3 | 0 | 1 | 2 | 2  | 5  | –3 |
| 14                              | França             | 1  | 1   | 3 | 0 | 1 | 2 | 2  | 5  | –3 |
| 15                              | Bulgária           | 3  | 0   | 3 | 0 | 0 | 3 | 1  | 8  | –7 |
| 16                              | Suíça              | 2  | 0   | 3 | 0 | 0 | 3 | 1  | 9  | –8 |

## Curiosidades
- Esta foi, até agora, a única edição da Copa do Mundo cuja final aconteceu em um sábado, e a primeira desde a edição inaugural do torneio a não ocorrer no domingo. Isto se deveu ao fato de a Igreja Anglicana proibir atividades físicas aos domingos; de fato, ao longo das três semanas que durou o torneio, nenhuma partida foi disputada aos domingos.
- Este mundial foi transmitido ao vivo pela televisão para 20 países europeus, através da Festival Eurovisão da Canção. O México desejava a transmissão do evento ao vivo, mas com a dificuldade das transmissões via satélite entre continentes (não havia transmissões via satélite para todo o mundo ainda, só para a Europa), ficou impossibilitado de realizar tal feito. Uma equipe da Televisa, (principal emissora de televisão do México) com 100 profissionais, esteve em visita nos estúdios da BBC britânica para fazer um estágio de aprendizado justamente durante o período do evento, com vistas a fazer a cobertura da Copa do Mundo 4 anos depois, que seria em seu país. De volta ao país, a equipe mexicana recebeu a preço de custo, os "tapes" dos jogos do campeonato.
- O goleiro mexicano Antonio Carbajal quebrou um recorde nesse mundial. Ele se tornou nessa edição o jogador que mais disputou Copas do Mundo: 5. Considerando sua estreia em mundiais no Brasil, em 1950, ele disputou na Inglaterra seu quinto mundial. Tal feito nunca foi superado. Apenas foi igualado na França, em 1998, pelo líbero alemão Lothar Matthäus, no Brasil, em 2014, pelo goleiro italiano Gianluigi Buffon, em 2022, pelo atacante argentino Lionel Messi e pelo ponta-direita português Cristiano Ronaldo, e por três compatriotas de Carbajal: o zagueiro Rafa Márquez em 2018, e o meio-campista Andrés Guardado e o também goleiro Guillermo Ochoa, ambos em 2022.
- Contra as regras estabelecidas, Portugal foi obrigado a deixar Liverpool na véspera da semi-final para ir jogar no Wembley, em Londres, quando deveria ser a seleção Inglesa a deslocar-se a Liverpool.
- Essa edição do Mundial passou para a história como o "Campeonato Mundial da Violência". Se a edição anterior disputada no Chile teve alguns lampejos de violência, abafados pela atitude enérgica da arbitragem, o Mundial de 1966 chegou ao absurdo de ter pontapés e pancadaria generalizada nas partidas, com a condescendência dos árbitros europeus.
- Antes da Copa, os prognósticos indicavam que somente as três potências sul-americanas (Brasil, Uruguai e Argentina) tinham condições de fazer frente às seleções europeias a ponto de vencerem a Copa do Mundo. Suas eliminações, extremamente suspeitas, colocaram em xeque a credibilidade do Mundial.
- Na semifinal entre Alemanha Ocidental e União Soviética, outra polêmica. O árbitro italiano Concetto Lo Bello marcava faltas a favor dos alemães e era complacente com as faltas favoráveis aos soviéticos. De tanto apanhar, o atacante soviético Chislenko ficou mancando. Como naquela época não havia substituições, ele teve que ficar "fazendo número" até os 18 minutos do segundo tempo, quando fez uma falta, e chutou o alemão Held quando este estava caído, sendo expulso. Outra vítima dos alemães-ocidentais foi o centroavante Porkuyan, que passou o dia seguinte cuidando das feridas e hematomas nas canelas.
- Na partida inicial entre Inglaterra e Uruguai, em Wembley, o time inglês passou o 1° tempo todo no ataque, enquanto os uruguaios se defendiam. No intervalo de jogo, enquanto a equipe uruguaia, a caminho dos vestiários, saudou Vossa Majestade a Rainha Elizabeth II, presente ao campo, metade do time inglês não fez o mesmo.
- A partida final, entre Inglaterra e Alemanha Ocidental contou com um torcedor inusitado: o pugilista Cassius Clay (que ainda não se chamava Muhammad Ali), e que estava no país para defender o título mundial em uma luta na semana seguinte, e aproveitou a oportunidade para assistir à partida, junto com time de seguranças, seu empresário e assessores.
- Essa edição da Copa do Mundo possui algumas coincidências com a primeira edição, realizada 36 antes, em 1930: ambas as edições são as únicas em que a final não ocorreu em um domingo; a final de cada edição aconteceu na mesma data: 30 de julho; ambos os jogos terminaram com o mesmo placar: 4 x 2; e, em ambos os casos, o anfitrião sagrou-se campeão.